# Viburnum queremalense
Viburnum queremalense är en desmeknoppsväxtart som beskrevs av José Cuatrecasas. Viburnum queremalense ingår i släktet olvonsläktet, och familjen desmeknoppsväxter. Inga underarter finns listade i Catalogue of Life.